# Bandfordon

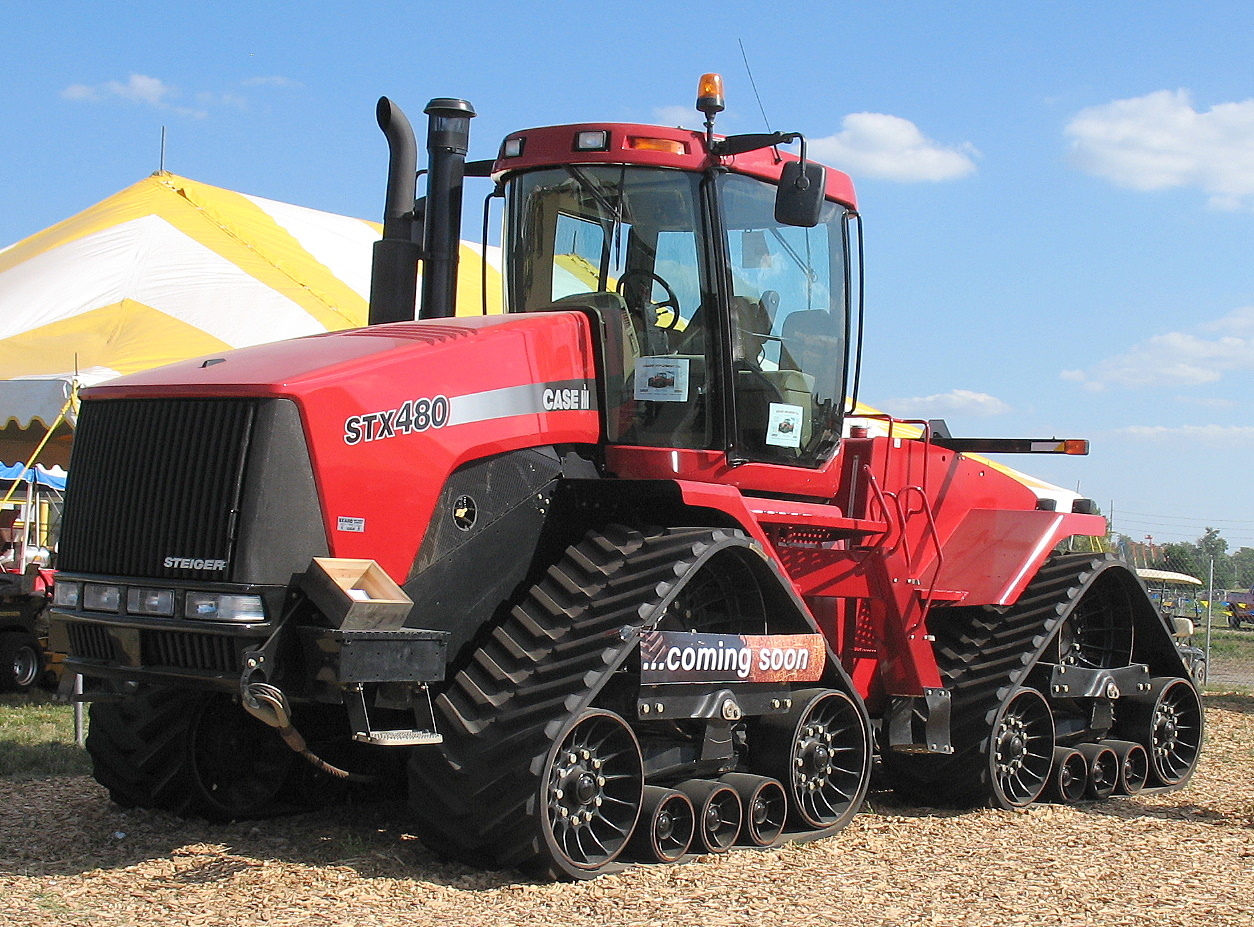
Bandriven traktor av modellen Case IH Steiger STX 480

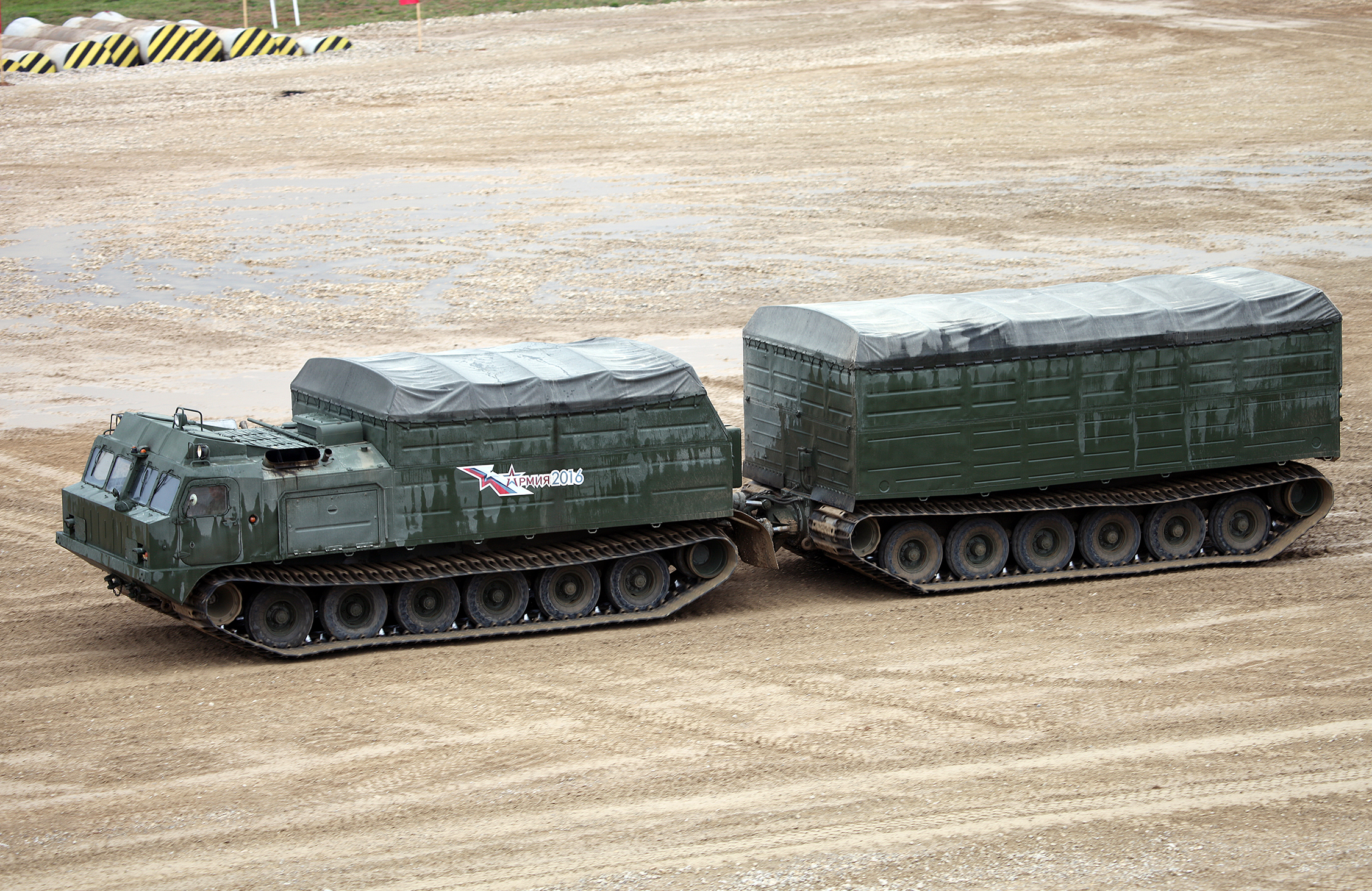
Bandvagn

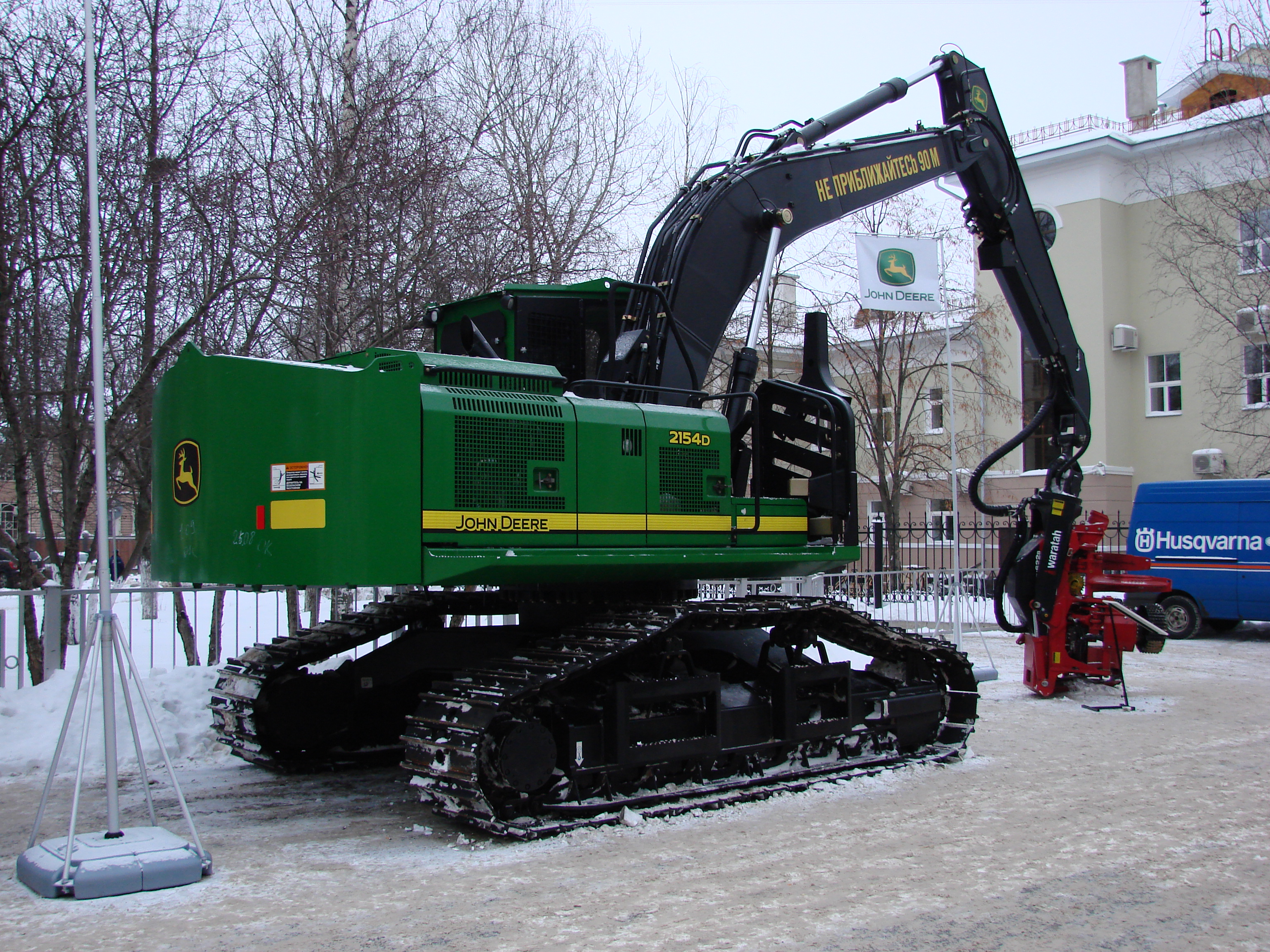
Banddriven grävmaskin, i folkmun kallad bandgrävare.

Ett bandfordon är ett fordon vars hjul är sammansatta med (transport)band, s.k. larvband, eller larvfötter.
Bandfordon är effektiva i svår terräng, och används framför allt till militära ändamål, räddning och byggarbete. Bandschaktaren och bandlastaren är vanliga exempel på civila bandfordon och stridsvagn och bandvagn är exempel på militära bandfordon. 
Benämningen larvfötter kommer sig endast av likheten i utseende mellan ett bandfordons band och till exempel en fjärilslarv, principen för hur framdrivningen går till är helt olika för bandfordon och larver.

## Funktion
Bandets huvudfunktion är att det i princip är en ändlös vägremsa som rullas ut framför fordonets hjul, och sedan plockas upp efter att fordonet har passerat, vilket ökar den praktiska kontaktytan mot mark och väg. På så vis minskas marktrycket samt fordonets tendens att "gräva ner sig" under gång på mjukt underlag. 
Därutöver fungerar bandet mekaniskt sett som en enorm rullkedja eller kuggrem, längs vilken bandfordonet drar sig fram med ett tandat drivhjul istället för friktion allena. Det går alltså inte att "slira" inuti bandet, utan framkomlighet bibehålles så länge bandet i sig greppar tag i underlaget och erforderligt vridmoment finns att tillgå för att hålla drivhjulet i rörelse.
Girning sker "baklänges" jämfört med vad som är normalt för hjulfordon: På en bil som girar så snurrar hjulen på bilens höger, resp. vänster sida olika fort därför att bilen girar; ett bandfordon girar därför att drivhjulen på bandfordonens höger resp. vänster sida snurrar olika fort. Vissa bandfordon är t.o.m. försedda med neutralstyrning, d.v.s. styrsystem som kan köra drivhjulen åt motsatt håll, vilket gör att bandfordonet roterar på plats.
I vissa fall, så som halvbandvagnar och snöskotrar, så står banden oftast endast för viktfördelning och framdrivning, medan styrning normalt sker med hjälp av hjul eller skidor i fordonets framände.

## Historia
Den tidigaste kända redogörelsen för fordon med larvfötter kommer från den brittiske uppfinnaren Richard Lovell Edgeworths redogörelse från 1770. Det första patentet togs 1826 av britten George Cayley, som kallade sin uppfinning "universal railways" (ungefär "universell spårväg"). Nästa patent kom 1837, av ryssen Dmitrij Sagrasjskij som kallade den "vagn på mobila spår". Ingen av dessa uppfinningar fick dock något nämnvärt genomslag.
Militärt började de inte användas förrän under Krimkriget och användes då enbart av transportvagnar dragna av hästar. Det var inte förrän under första världskriget som de började användas på stridsfordon som stridsvagnar.

## Konstruktion

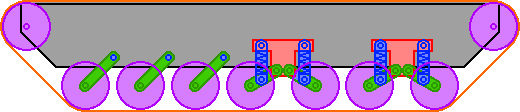
Profil av ett larvband. I detta exempel visas två klassiska bandupphängningar.
Vänster: Länkarmar med torsionsstav.
Höger: Länkarmar med skruvfjädrar i utbytbar boggi.

### Uppsättning
Ett bandaggregat, även kallat bandsats, består i grunden oftast av 5 huvuddelar: larvbandet, drivhjulet, ett spännhjul, ett eller flera bärhjul (samt eventuell upphängning till dessa), och ibland en eller flera bärrullar. Undantaget drivhjulet är alla dessa hjul s.k. tomgångshjul.
Drivhjulet och spännhjulet sitter i varsin ände av larvbandet. Bärhjulen sitter med längden emellan drivhjulet och tomgångshjulet mot marken. Bärhjulen är kopplade till vagnens upphängning genom länkarmar och bär fordonets vikt. Bandet är trätt över alla hjulen och spänns genom att man flyttar spännhjulet i motsatt riktning från drivhjulet.

### Band
Banden brukar antingen bestå av gummi (så kallade gummiband) i en heldragen form som ej går att dela upp, eller av en mycket stor rullkedja, på vilket utbytbara greppytor (s.k. bandplattor) kan bultas fast. Bandplattorna brukar liksom rullkedjan bestå av stål (då kallas rullkedja och bandplattor tillsammans för stålband), men på dessa kan man i vissa fall bulta fast ett tredje lager av s.k. gummiplattor, för mjukare och tystare gång. Stålband med gummiplattor kan även tillåta säker drift på stenväg och asfalt då gummiplattorna inte river upp eller förstör vägen lika lätt som ren stålkontakt.
En tredje variant som man normalt finner på militära bandfordon, är band av en rullkedjemodell vari kedjans länkar gjorts så breda att de själva kan agera greppytor. Detta ger en lägre vikt, men är krångligare att reparera än ett "civilt" larvband. Även denna typ av band kan ibland förses med gummiplattor.

Exempel på bandtyper
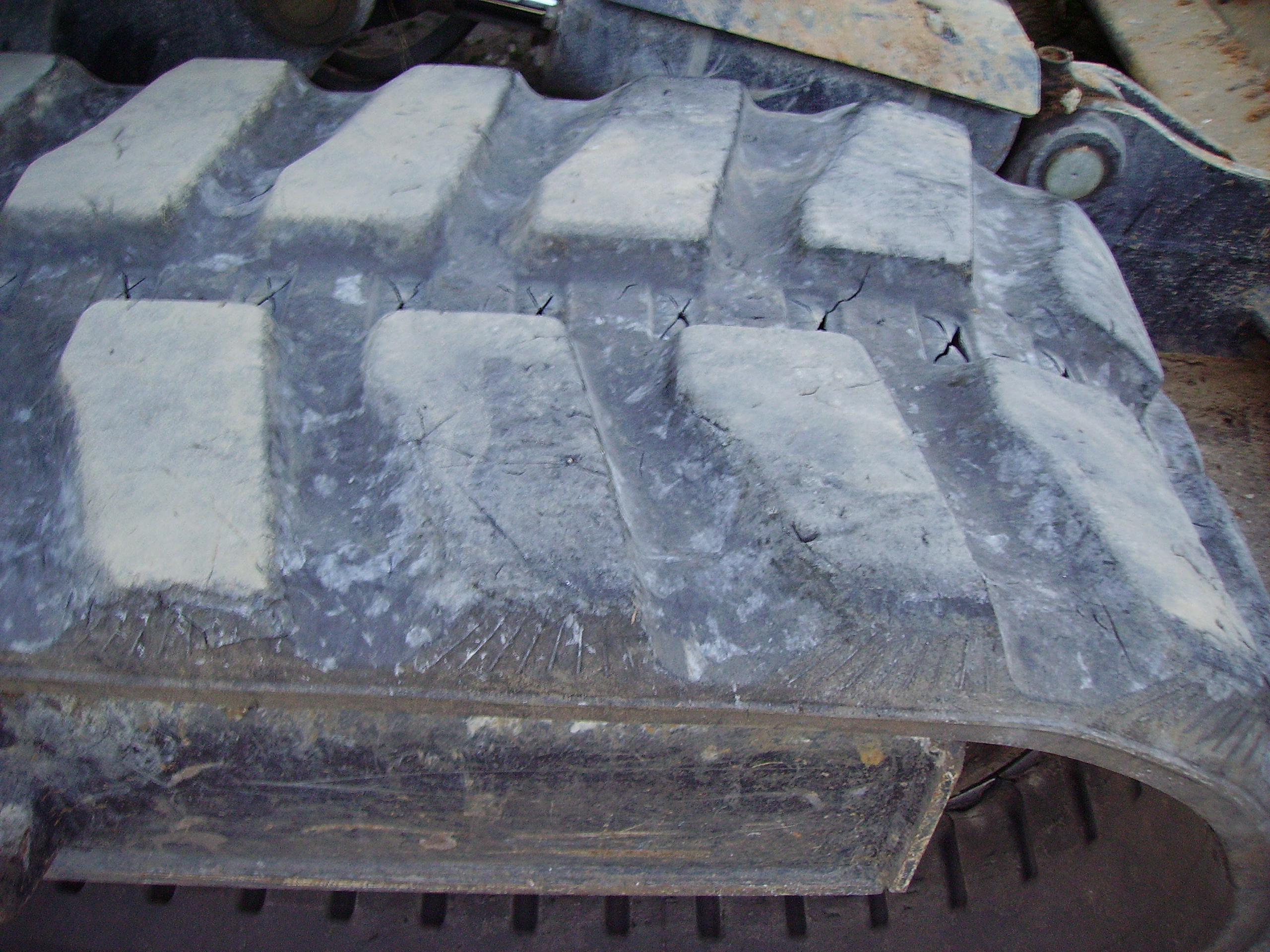
Närdbild av gummiband på en grävmaskin.
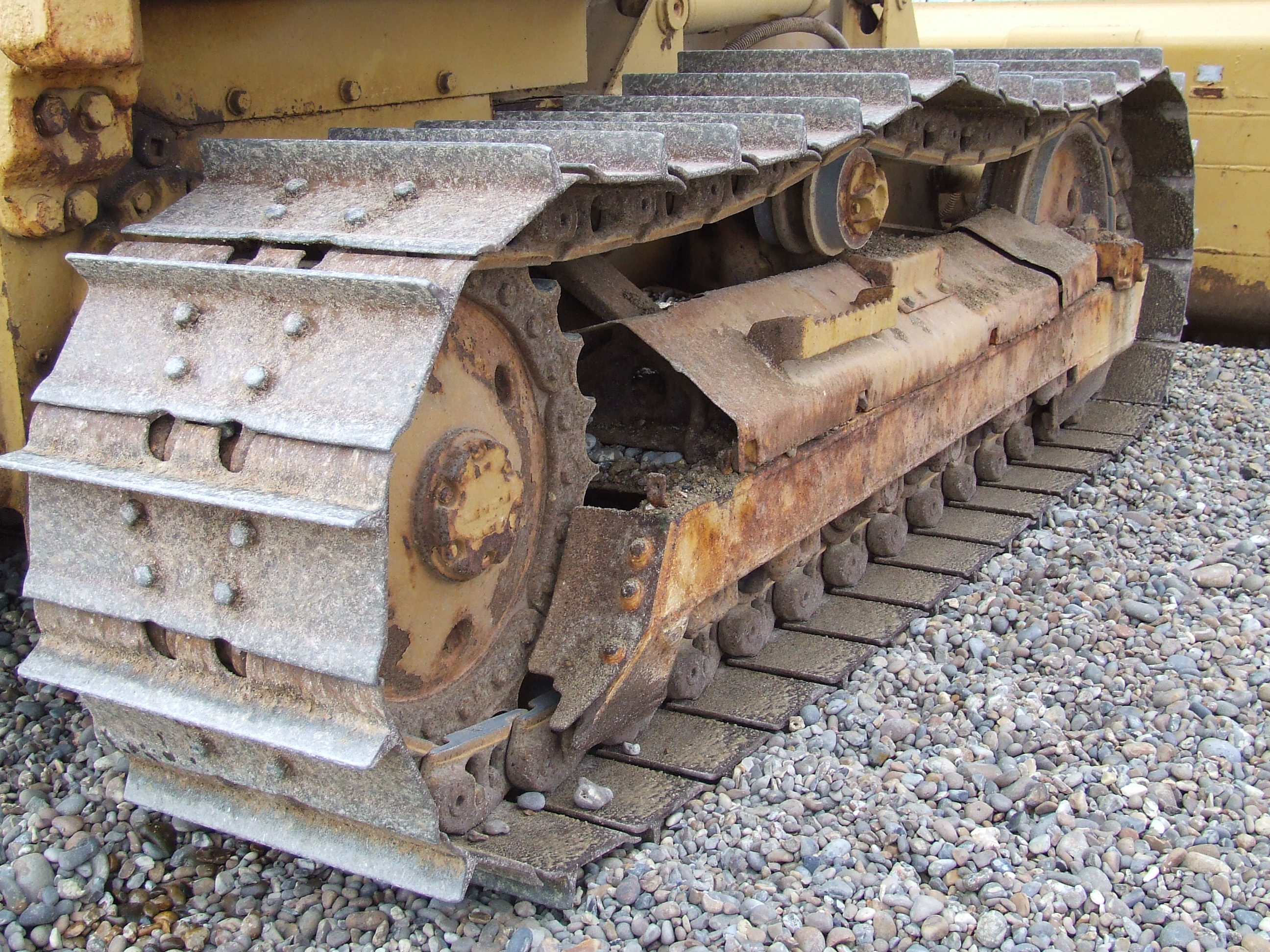
Närbild av stålband (rullkedja med påbultade greppytor) på en bandschaktare.
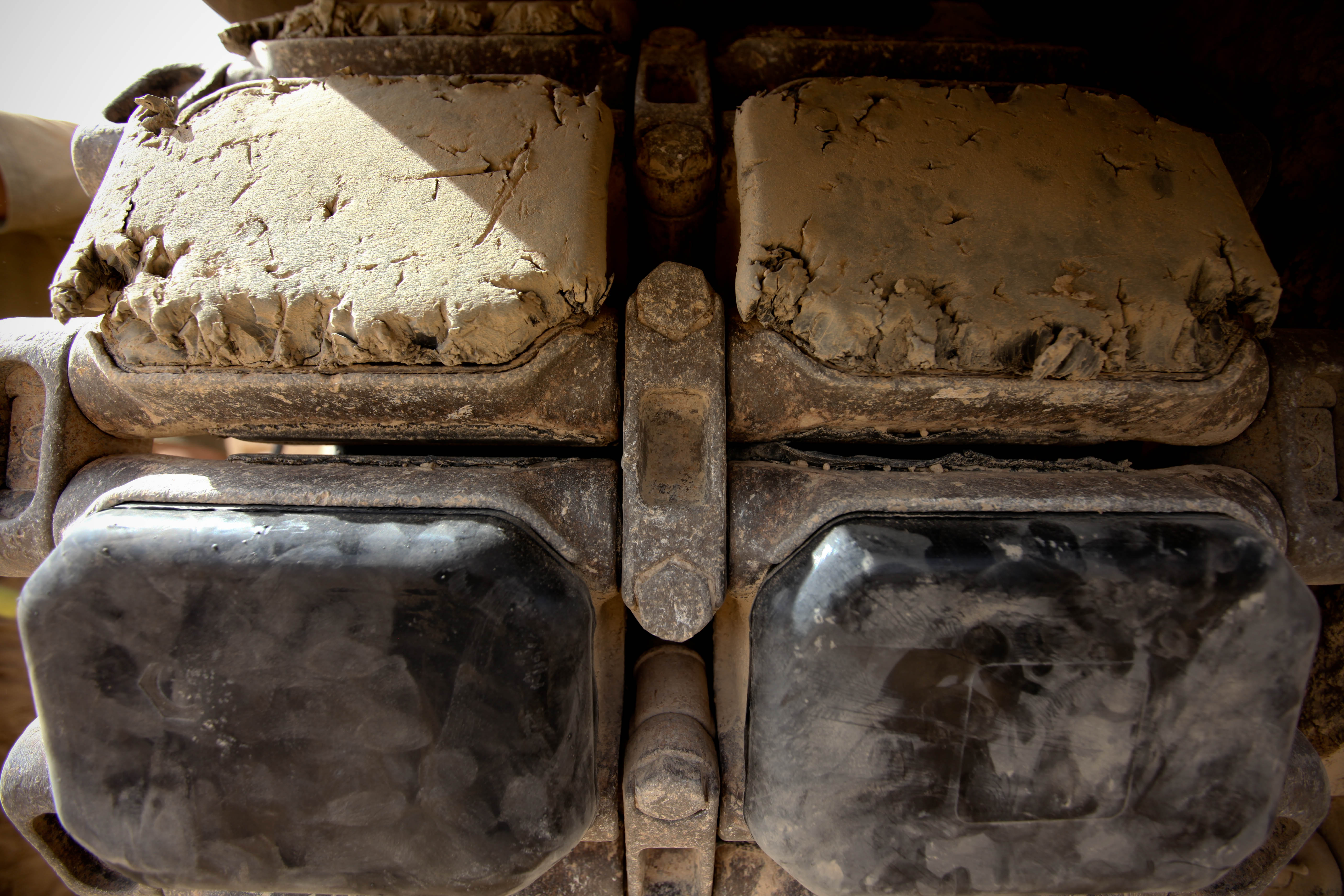
Stålband (kombinerad rullkedja och greppyta) med gummiplattor på en huvudstridsvagn.

### Upphängning
Det finns många olika upphängningar (fjädring) för bandfordon där vissa är mer vanliga än andra. På bandgående stridsvagnar till exempel är torsionsstavsupphängning vanligast i modern tid, men historiskt har man använt en hel del olika typer av bandupphängningar på stridsfordon. 
Exempel på stridsvagnsupphängningar och exempelfordon

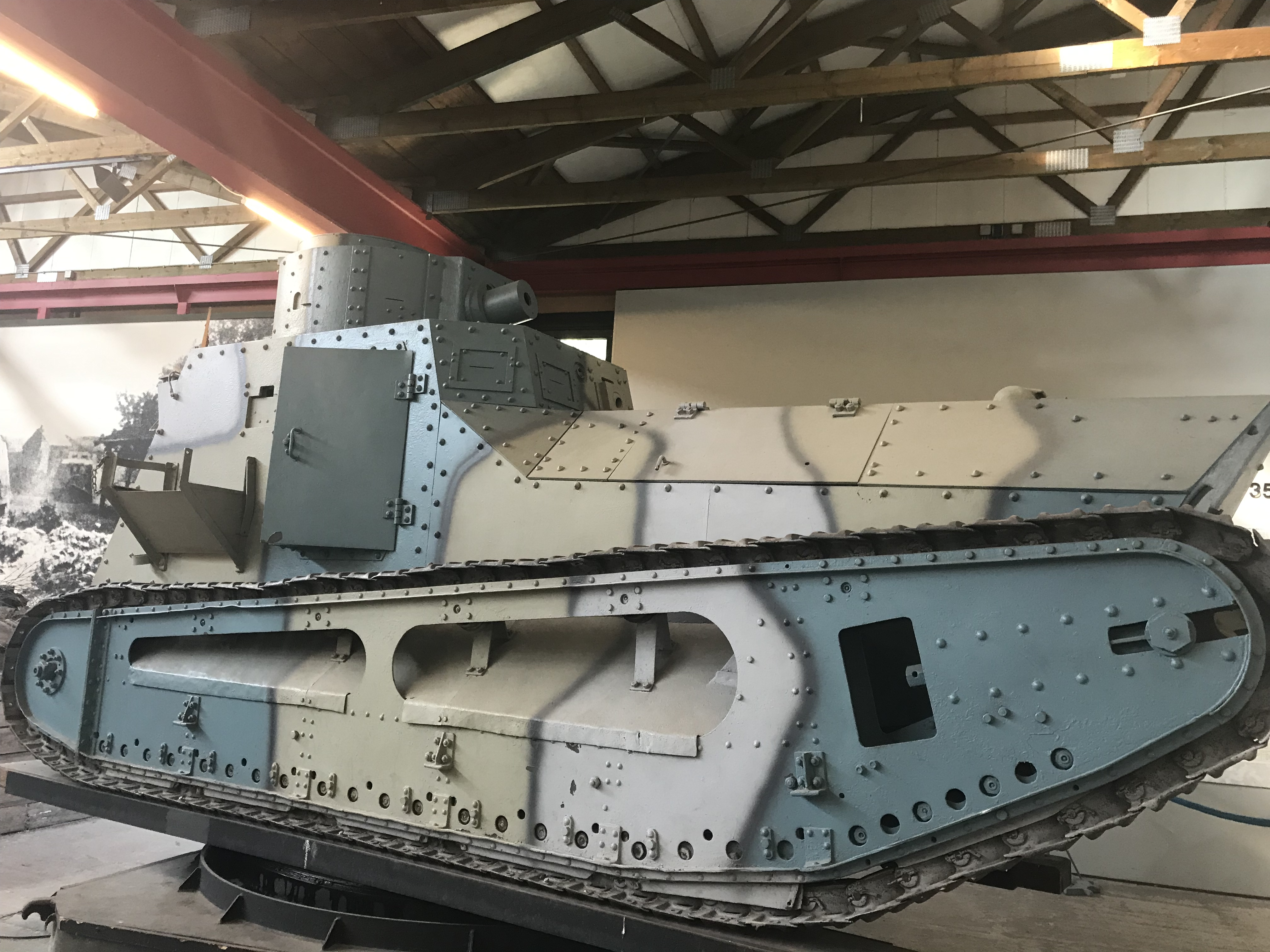
LK II "Ingen fjädring."
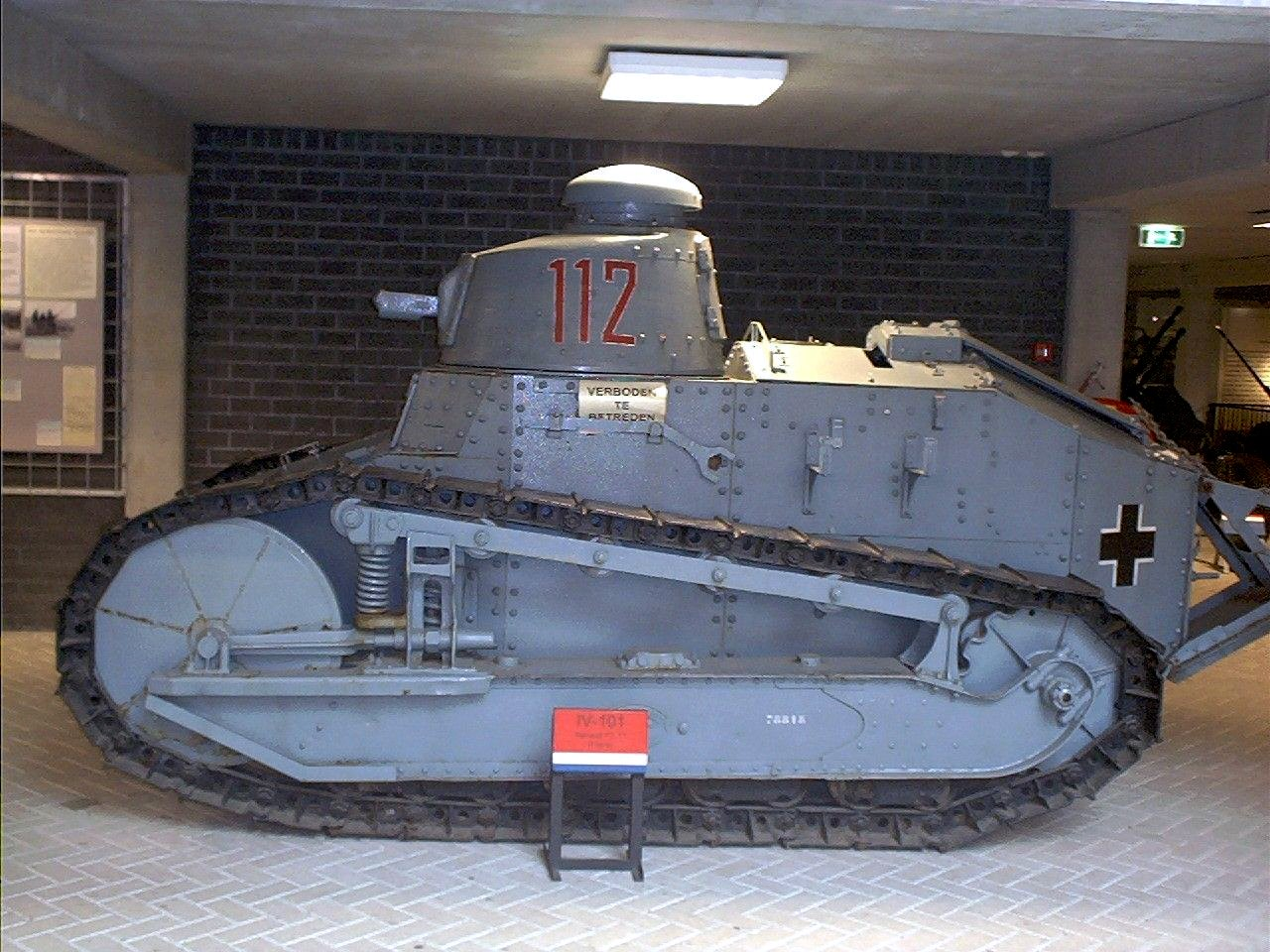
Renault FT Skruvfjädrad bom med bladfjädring.
Christie-upphängning Individuell skruvfjädring.
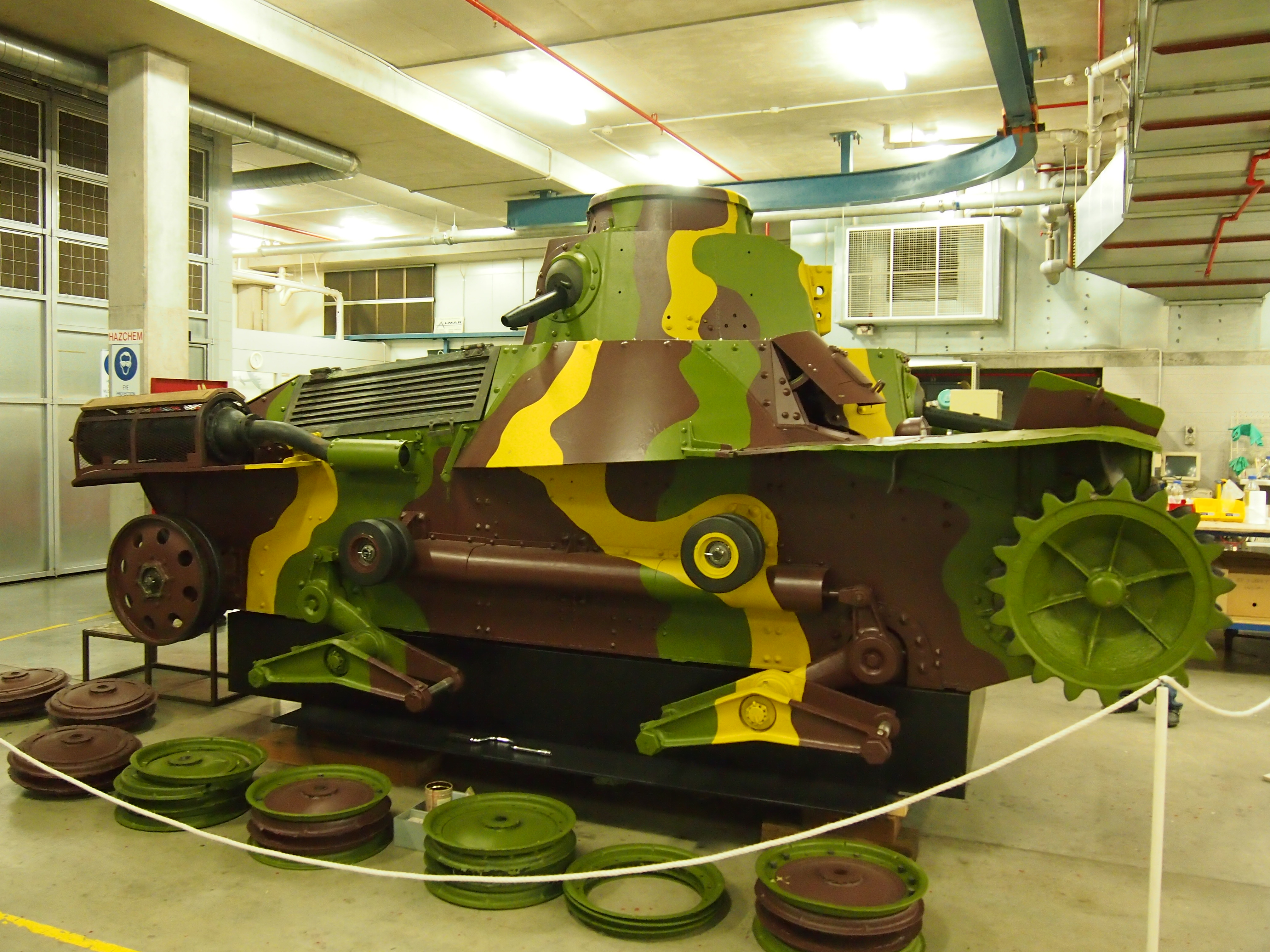
Type 95 Ha-Go Skruvfjädrad länkarm med dragfjäder.
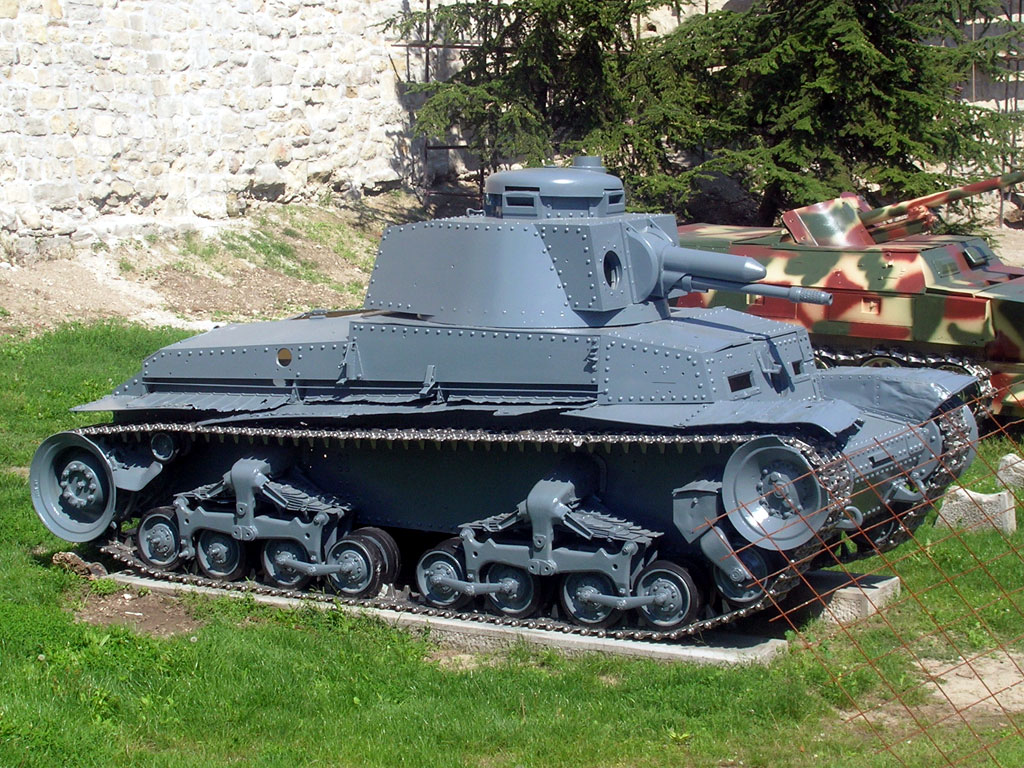
Skoda LT-35 Dubbel länkarm med bladfjädring i boggi.
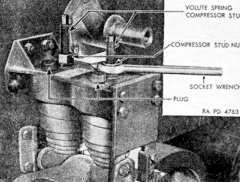
M3 Stuart Dubbel länkarm med spiralkonformade bladfjädrar i boggi.
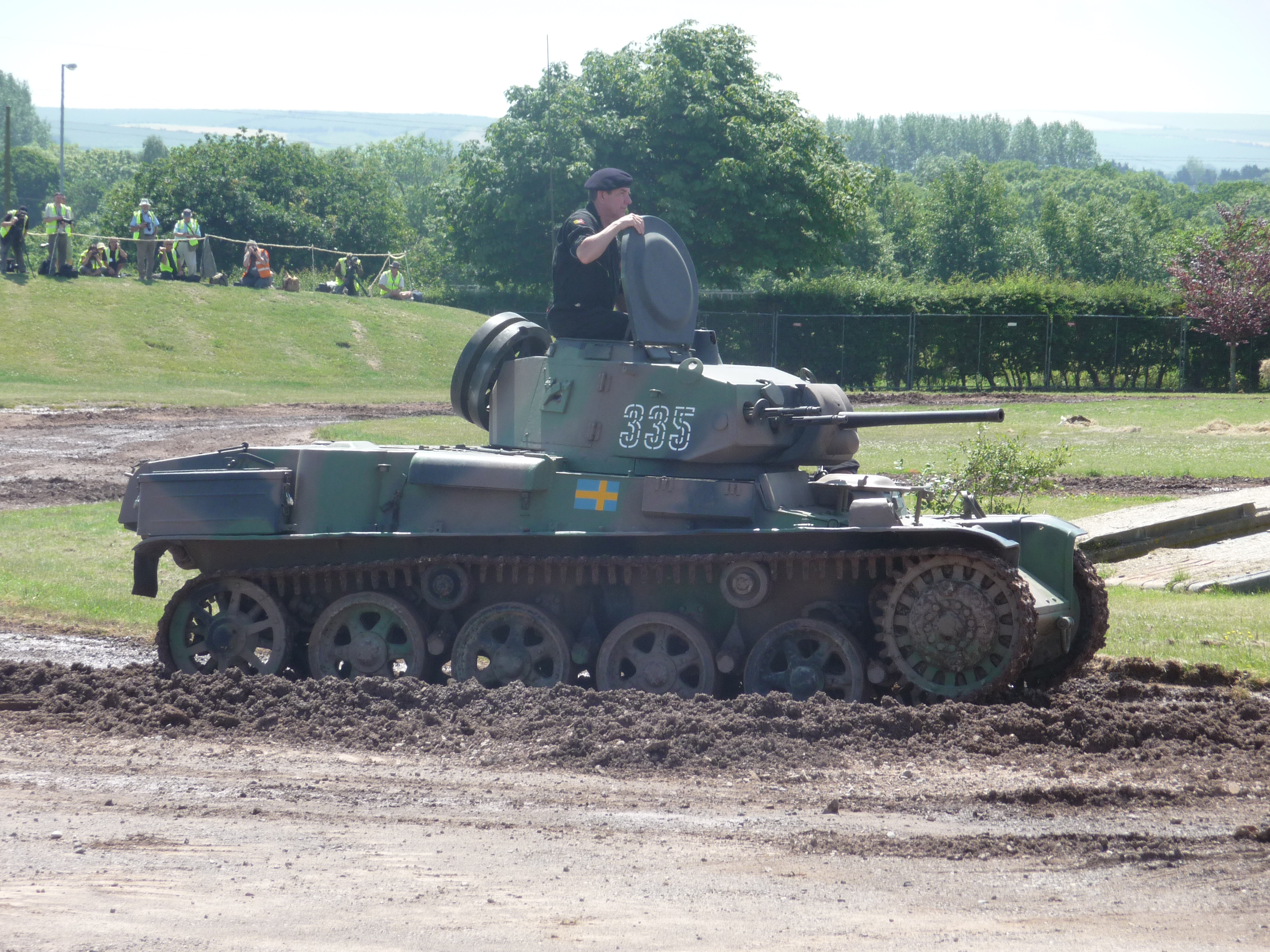
Landsverk L-60 Individuel torsionsstavsupphängning.
E-100 Dubbel länkarm med konbrickor som fjädring i boggi.
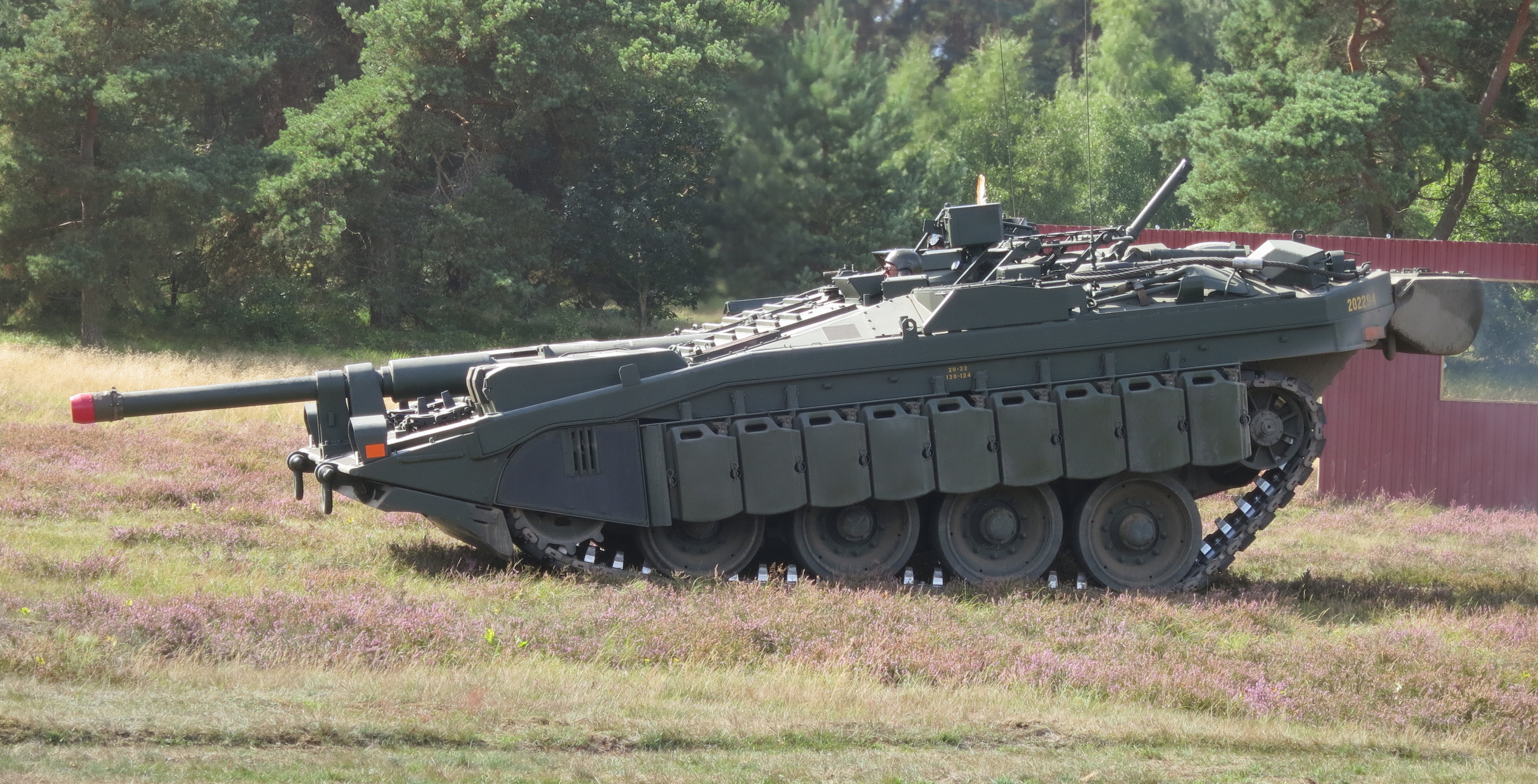
Stridsvagn 103 Justerbar hydraulisk upphängning.
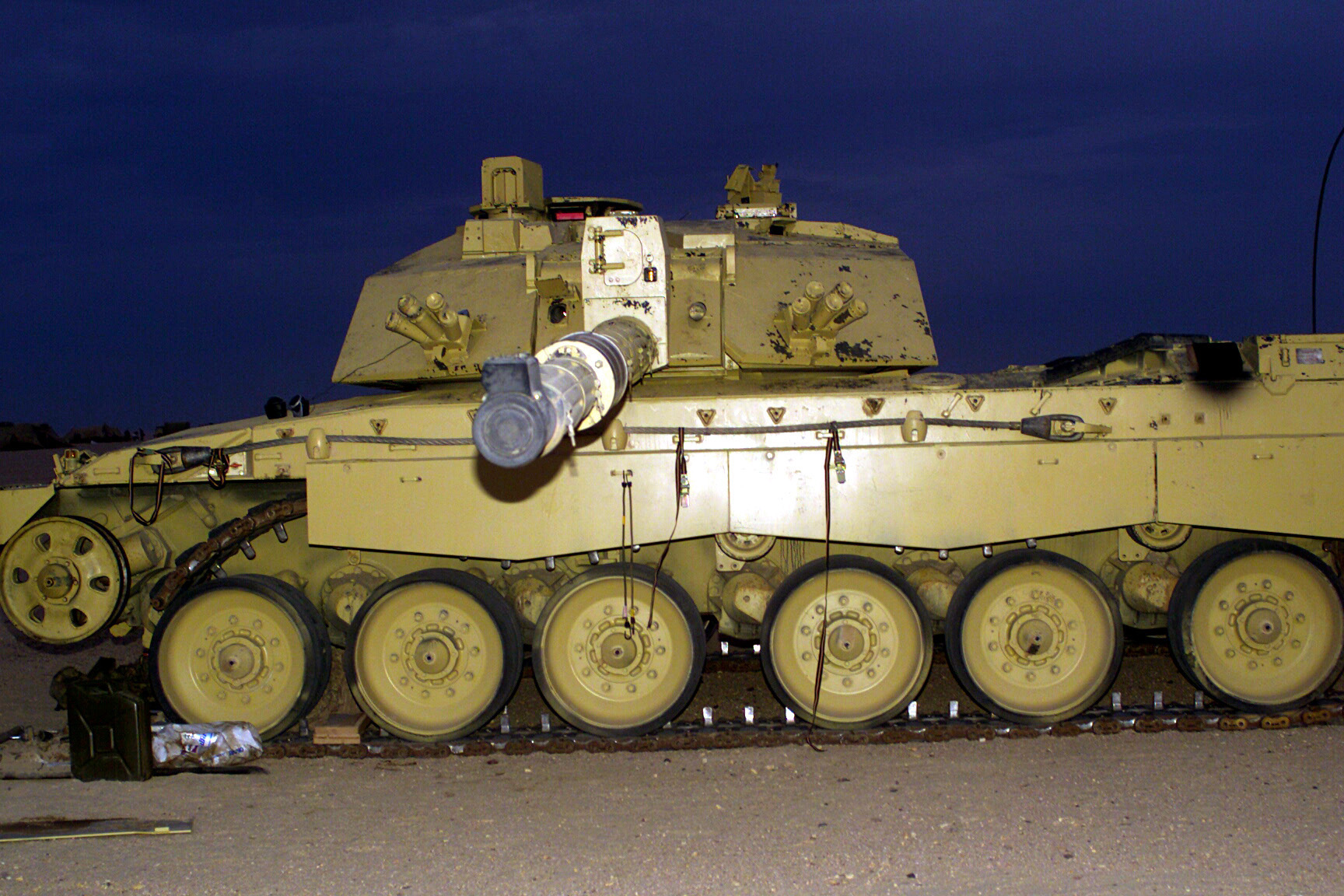
Challenger 2 Gashydraulisk fjädring.

På lättare bandgående stridsfordon, till exempel svenska bandvagnar, används ofta bladfjädring. Civila fordon som till exempel snöskotrar använder vanligen skruvfjäder med bom.

## Exempel på bandfordon
Civil funktion
- Grävmaskin (finns varianter med hjul)
- Bandschaktare
- Bandtraktor
- Snöskoter
- Pistmaskin

Militär funktion
- Bandvagn
- Pansarbandvagn
- Pansarvärnskanonvagn (finns varianter med hjul)
- Luftvärnskanonvagn (finns varianter med hjul)
- Stridsfordon (finns varianter med hjul)
- Stridsvagn (finns varianter med hjul)